# Vuelta a España 2017
La 72.ª edición de la Vuelta a España se disputó desde el sábado 19 de agosto y hasta el 10 de septiembre de 2017, partiendo desde la localidad francesa de Nîmes. Contó además con un par de etapas por la Provenza. 
No fue la primera vez que la Vuelta arrancó en territorio no español, pues ya lo había hecho en dos ocasiones, en Lisboa (Portugal) y Assen (Países Bajos). Ya en la tercera etapa, entró en territorio español por Cataluña. Y finalizó, como viene siendo habitual en las últimas ediciones, en la ciudad de Madrid.
La presentación oficial de la Vuelta a España 2017 se realizó el 12 de enero de 2017 en Madrid.
La carrera forma parte del UCI WorldTour 2017, siendo la trigésima competición del calendario de máxima categoría mundial.
El vencedor final fue el británico Chris Froome, 4 veces ganador del Tour de Francia, que consiguió la victoria después de haber quedado 2º en tres ocasiones (aunque, en 2019, el ganador de la Vuelta 2011, Juanjo Cobo, fue desposeído del título por irregularidades en su pasaporte biológico y el título recaería en Froome, originalmente, 2º en Madrid).

## Equipos participantes
Tomaron parte en la carrera 22 equipos: los 18 UCI ProTeam (al tener asegurada y ser obligatoria su participación), más 4 equipos profesionales continentales invitados por la organización, formando así un pelotón de 198 ciclistas (el límite de ciclistas para carreras profesionales) de 9 corredores cada equipo. Los equipos participantes fueron:
| WorldTeams (18)- AG2R La Mondiale - Astana - Bahrain-Merida - BMC Racing Team - Bora-Hansgrohe - Cannondale-Drapac - Dimension Data - FDJ - Katusha-Alpecin - Lotto NL-Jumbo - Lotto-Soudal - Movistar Team - Orica-Scott - Quick-Step Floors - Sky - Team Sunweb - Trek-Segafredo - UAE Team Emirates Equipos continentales profesionales (4)- Aqua Blue Sport - Caja Rural-Seguros RGA - Cofidis, Solutions Crédits - Manzana Postobón |
| |

### Favoritos
- Chris Froome (32 años). El ciclista británico, tetracampeón del Tour de Francia y victorioso en sus tres últimas ediciones, es el principal aspirante a la victoria. Su solidez en la montaña, excelencia en la contrarreloj y el apoyo de su poderoso equipo serán sus mayores bazas. Mikel Nieve, Wout Poels y Gianni Moscon, entre otros, protegerán al líder.
- Alberto Contador (34 años). El ciclista pinteño buscará su cuarta Vuelta en la que será su última carrera en activo como ciclista. Ha preparado la carrera a conciencia, y en su actual equipo tendrá el apoyo de dos grandes escuderos en la montaña como son Jarlinson Pantano y Jesús Hernández.
- Vincenzo Nibali (32 años). Es uno de los llamados referentes de esta edición de la vuelta tras hacer tercero en el pasado Giro de Italia, el siciliano ya ha ganado las tres grandes, Vuelta (2010), Giro (2013, 2016) y Tour (2014).
- Romain Bardet (26 años). El reciente tercer clasificado del pasado Tour (2017) se enfrentará por primera vez a una gran vuelta de 3 semanas fuera de territorio francés, a priori llega en un buen momento de forma tras alcanzar su segundo podio consecutivo en la ronda gala. Pozzovivo y Geniez serán sus escuderos en la alta montaña.
- Fabio Aru (27 años). La marcha de Nibali del Astana convirtió a su compatriota en el jefe de filas del equipo. El joven ciclista sardo acude por tercera vez a la Vuelta con el aval de dos podios en el Giro de Italia y una victoria en la Vuelta (2015).
- Esteban Chaves (27 años). El líder del equipo australiano Orica-Scott se presenta con el aval de subirse al podio de 2 grandes vueltas en 2016, siendo ésta su reválida tras un flojo Tour (2017) en el que no pudo estar con los mejores. Los hermanos Adam y Simon Yates le arroparán en la montaña.
- Ilnur Zakarin (27 años). El corredor ruso parece haber alcanzado su madurez deportiva, viene de hacer un gran Giro de Italia donde acabó en una meritoria quinta posición. Tras haberse ausentado del pasado Tour de Francia llegará fresco y dispuesto a pelear por subirse por primera vez al podio de una gran vuelta.
- Louis Meintjes (25 años). Su 8ª posición en las dos anteriores ediciones del Tour (2016 y 2017) fueron una de las mayores sorpresas, lo que convierte al joven ciclista sudafricano en alguien a tener muy en cuenta en esta Vuelta a España.
- David de la Cruz (28 años). En la pasada edición de la Vuelta a España el ciclista catalán consiguió un meritorio 7º puesto en la clasificación general, esta será su última participación como jefe de filas del equipo Quick-Step antes de marcharse al todopoderoso Sky de Chris Froome y querrá demostrar la calidad que se le atesora. Estará muy bien arropado en la montaña con ciclistas como Jungels, Mas y Alaphilippe.
- Steven Kruijswijk (30 años). El corredor holandés viene con muchas ganas a esta edición de la Vuelta tras abandonarla el año pasado en la 5.ª etapa después de chocar con un bolardo y romperse la clavícula, ya a finales de mayo de ese mismo año estuvo a punto de ganar el Giro (2016) hasta que una caída bajando el Col del Agnello a falta de 2 etapas para el final se lo impidió. Intentará demostrar que puede ser un ciclista capaz de subir al podio o incluso ganar una carrera de 3 semanas.

## Etapas
| Etapa      | Fecha           | Recorrido                                           | type                     | Distancia (km) | Ganador            | Líder         |
| ---------- | --------------- | --------------------------------------------------- | ------------------------ | -------------- | ------------------ | ------------- |
| 1.ª etapa  | 19 de ago       | Nimes – Nimes                                       | contrarreloj por equipos | 13,7           | BMC Racing Team    | Rohan Dennis  |
| 2.ª etapa  | 20 de ago       | Nimes – Gruissan                                    | etapa llana              | 203,4          | Yves Lampaert      | Yves Lampaert |
| 3.ª etapa  | 21 de ago       | Prada – Andorra la Vieja                            | etapa de montaña         | 158,5          | Vincenzo Nibali    | Chris Froome  |
| 4.ª etapa  | 22 de ago       | Escaldes-Engordany – Tarragona                      | etapa llana              | 198,2          | Matteo Trentin     | Chris Froome  |
| 5.ª etapa  | 23 de ago       | Benicasim – Alcossebre                              | etapa de media montaña   | 175,7          | Alexéi Lutsenko    | Chris Froome  |
| 6.ª etapa  | 24 de ago       | Villarreal – Sagunto                                | etapa escarpada          | 204,4          | Tomasz Marczynski  | Chris Froome  |
| 7.ª etapa  | 25 de ago       | Liria – Cuenca                                      | etapa escarpada          | 207            | Matej Mohorič      | Chris Froome  |
| 8.ª etapa  | 26 de ago       | Hellín – Xorret de Catí                             | etapa de media montaña   | 199,5          | Julian Alaphilippe | Chris Froome  |
| 9.ª etapa  | 27 de ago       | Orihuela – Benitachell                              | etapa de media montaña   | 174            | Chris Froome       | Chris Froome  |
|            | 28 de agosto    | Día de descanso                                     | Día de descanso          |                |                    |               |
| 10.ª etapa | 29 de ago       | Caravaca de la Cruz – ElPozo                        | etapa escarpada          | 164,8          | Matteo Trentin     | Chris Froome  |
| 11.ª etapa | 30 de ago       | Lorca – Observatorio de Calar Alto                  | etapa de montaña         | 187,5          | Miguel Ángel López | Chris Froome  |
| 12.ª etapa | 31 de ago       | Motril – Antequera                                  | etapa escarpada          | 160,1          | Tomasz Marczynski  | Chris Froome  |
| 13.ª etapa | 1 de sep        | Coín – Tomares                                      | etapa llana              | 198,4          | Matteo Trentin     | Chris Froome  |
| 14.ª etapa | 2 de sep        | Écija – Sierra de la Pandera                        | etapa de montaña         | 175            | Rafał Majka        | Chris Froome  |
| 15.ª etapa | 3 de sep        | Alcalá la Real – Estación de esquí de Sierra Nevada | etapa de montaña         | 129,4          | Miguel Ángel López | Chris Froome  |
|            | 4 de septiembre | Día de descanso                                     | Día de descanso          |                |                    |               |
| 16.ª etapa | 5 de sep        | Circuito de Navarra – Logroño                       | contrarreloj individual  | 40,2           | Chris Froome       | Chris Froome  |
| 17.ª etapa | 6 de sep        | Villadiego – Arredondo                              | etapa de montaña         | 180,5          | Stefan Denifl      | Chris Froome  |
| 18.ª etapa | 7 de sep        | Suances – Monasterio de Santo Toribio de Liébana    | etapa escarpada          | 169            | Sander Armée       | Chris Froome  |
| 19.ª etapa | 8 de sep        | Caso – Gijón                                        | etapa escarpada          | 149,7          | Thomas de Gendt    | Chris Froome  |
| 20.ª etapa | 9 de sep        | Corvera de Asturias – Angliru                       | etapa de montaña         | 117,5          | Alberto Contador   | Chris Froome  |
| 21.ª etapa | 10 de sep       | Arroyomolinos – Madrid                              | etapa llana              | 117,6          | Matteo Trentin     | Chris Froome  |

Nota: En la etapa 17, el ganador fue inicialmente el ciclista austriaco Stefan Denifl, pero en 2019 su triunfo le fue anulado debido a una sanción por dopaje sanguíneo, lo cual dejó como vencedor de etapa al segundo clasificado, el ciclista español Alberto Contador.

## Clasificaciones Finales

### Clasificación general
| \| Clasificación general \| Clasificación general \| Clasificación general \| Clasificación general \| Clasificación general \| \| Ciclista \| Ciclista \| Equipo \| Tiempo \| \| \| --------------------- \| --------------------- \| ---------------------- \| --------------------- \| --------------------- \| \| 1.º \| Chris Froome \| Team Sky \| 82 h 30 min 02 s \| \| \| 2.º \| Vincenzo Nibali \| Bahrain-Merida \| + 2 min 15 s \| \| \| 3.º \| Ilnur Zakarin \| Katusha-Alpecin \| + 2 min 51 s \| \| \| 4.º \| Wilco Kelderman \| Team Sunweb \| + 3 min 15 s \| \| \| 5.º \| Alberto Contador \| Trek-Segafredo \| + 3 min 18 s \| \| \| 6.º \| Wout Poels \| Team Sky \| + 6 min 59 s \| \| \| 7.º \| Michael Woods \| Cannondale-Drapac \| + 8 min 27 s \| \| \| 8.º \| Miguel Ángel López \| Astana \| + 9 min 13 s \| \| \| 9.º \| Steven Kruijswijk \| LottoNL-Jumbo \| + 11 min 18 s \| \| \| 10.º \| Tejay van Garderen \| BMC Racing Team \| + 15 min 50 s \| \| \| 11.º \| Esteban Chaves \| Orica-Scott \| + 16 min 46 s \| \| \| 12.º \| Louis Meintjes \| UAE Team Emirates \| + 17 min 41 s \| \| \| 13.º \| Fabio Aru \| Astana \| + 21 min 41 s \| \| \| 14.º \| Nicolas Roche \| BMC Racing Team \| + 22 min 00 s \| \| \| 15.º \| Sergio Pardilla \| Caja Rural-Seguros RGA \| + 22 min 59 s \| \| \| 16.º \| Mikel Nieve \| Team Sky \| + 28 min 00 s \| \| \| 17.º \| Romain Bardet \| AG2R La Mondiale \| + 31 min 21 s \| \| \| 18.º \| Dani Moreno \| Movistar Team \| + 42 min 16 s \| \| \| 19.º \| Sander Armée \| Lotto-Soudal \| + 59 min 01 s \| \| \| 20.º \| Darwin Atapuma \| UAE Team Emirates \| + 1 h 02 min 58 s \| \| |                    |                        |                   |
| |                    |                        |                   |
| Fuente: ProCyclingStats |                    |                        |                   |
| Clasificación general |                    |                        |                   |
| Ciclista | Ciclista           | Equipo                 | Tiempo            |
| 1.º | Chris Froome       | Team Sky               | 82 h 30 min 02 s  |
| 2.º | Vincenzo Nibali    | Bahrain-Merida         | + 2 min 15 s      |
| 3.º | Ilnur Zakarin      | Katusha-Alpecin        | + 2 min 51 s      |
| 4.º | Wilco Kelderman    | Team Sunweb            | + 3 min 15 s      |
| 5.º | Alberto Contador   | Trek-Segafredo         | + 3 min 18 s      |
| 6.º | Wout Poels         | Team Sky               | + 6 min 59 s      |
| 7.º | Michael Woods      | Cannondale-Drapac      | + 8 min 27 s      |
| 8.º | Miguel Ángel López | Astana                 | + 9 min 13 s      |
| 9.º | Steven Kruijswijk  | LottoNL-Jumbo          | + 11 min 18 s     |
| 10.º | Tejay van Garderen | BMC Racing Team        | + 15 min 50 s     |
| 11.º | Esteban Chaves     | Orica-Scott            | + 16 min 46 s     |
| 12.º | Louis Meintjes     | UAE Team Emirates      | + 17 min 41 s     |
| 13.º | Fabio Aru          | Astana                 | + 21 min 41 s     |
| 14.º | Nicolas Roche      | BMC Racing Team        | + 22 min 00 s     |
| 15.º | Sergio Pardilla    | Caja Rural-Seguros RGA | + 22 min 59 s     |
| 16.º | Mikel Nieve        | Team Sky               | + 28 min 00 s     |
| 17.º | Romain Bardet      | AG2R La Mondiale       | + 31 min 21 s     |
| 18.º | Dani Moreno        | Movistar Team          | + 42 min 16 s     |
| 19.º | Sander Armée       | Lotto-Soudal           | + 59 min 01 s     |
| 20.º | Darwin Atapuma     | UAE Team Emirates      | + 1 h 02 min 58 s |

### Clasificación por puntos
| Clasificación por puntos | Clasificación por puntos | Clasificación por puntos | Clasificación por puntos | Clasificación por puntos |
| Ciclista                 | Ciclista                 | Equipo                   | Puntos                   |                          |
| ------------------------ | ------------------------ | ------------------------ | ------------------------ | ------------------------ |
| 1.º                      | Chris Froome             | Team Sky                 | 158 pts                  |                          |
| 2.º                      | Matteo Trentin           | Quick-Step Floors        | 156 pts                  |                          |
| 3.º                      | Vincenzo Nibali          | Bahrain-Merida           | 128 pts                  |                          |
| 4.º                      | Alberto Contador         | Trek-Segafredo           | 105 pts                  |                          |
| 5.º                      | Wilco Kelderman          | Team Sunweb              | 97 pts                   |                          |
| 6.º                      | Ilnur Zakarin            | Katusha-Alpecin          | 93 pts                   |                          |
| 7.º                      | Miguel Ángel López       | Astana                   | 90 pts                   |                          |
| 8.º                      | José Joaquín Rojas       | Movistar Team            | 70 pts                   |                          |
| 9.º                      | Michael Woods            | Cannondale-Drapac        | 61 pts                   |                          |
| 10.º                     | Esteban Chaves           | Orica-Scott              | 61 pts                   |                          |

### Clasificación de la montaña
| Clasificación de la montaña | Clasificación de la montaña | Clasificación de la montaña | Clasificación de la montaña | Clasificación de la montaña |
| Ciclista                    | Ciclista                    | Equipo                      | Puntos                      |                             |
| --------------------------- | --------------------------- | --------------------------- | --------------------------- | --------------------------- |
| 1.º                         | Davide Villella             | Cannondale-Drapac           | 67 pts                      |                             |
| 2.º                         | Miguel Ángel López          | Astana                      | 47 pts                      |                             |
| 3.º                         | Chris Froome                | Team Sky                    | 35 pts                      |                             |
| 4.º                         | José Joaquín Rojas          | Movistar Team               | 33 pts                      |                             |
| 5.º                         | Thomas de Gendt             | Lotto-Soudal                | 30 pts                      |                             |
| 6.º                         | Tomasz Marczynski           | Lotto-Soudal                | 28 pts                      |                             |
| 7.º                         | Rafał Majka                 | Bora-Hansgrohe              | 28 pts                      |                             |
| 8.º                         | Stefan Denifl               | Aqua Blue Sport             | DES                         |                             |
| 9.º                         | Alberto Contador            | Trek-Segafredo              | 27 pts                      |                             |
| 10.º                        | Romain Bardet               | AG2R La Mondiale            | 25 pts                      |                             |

### Clasificación de la combinada
| Clasificación de la combinada | Clasificación de la combinada | Clasificación de la combinada | Clasificación de la combinada | Clasificación de la combinada |
| Ciclista                      | Ciclista                      | Equipo                        | Puntos                        |                               |
| ----------------------------- | ----------------------------- | ----------------------------- | ----------------------------- | ----------------------------- |
| 1.º                           | Chris Froome                  | Team Sky                      | 5 pts                         |                               |
| 2.º                           | Miguel Ángel López            | Astana                        | 17 pts                        |                               |
| 3.º                           | Alberto Contador              | Trek-Segafredo                | 18 pts                        |                               |
| 4.º                           | Ilnur Zakarin                 | Katusha-Alpecin               | 20 pts                        |                               |
| 5.º                           | Vincenzo Nibali               | Bahrain-Merida                | 22 pts                        |                               |
| 6.º                           | Wilco Kelderman               | Team Sunweb                   | 27 pts                        |                               |
| 7.º                           | José Joaquín Rojas            | Movistar Team                 | 34 pts                        |                               |
| 8.º                           | Esteban Chaves                | Orica-Scott                   | 37 pts                        |                               |
| 9.º                           | Wout Poels                    | Team Sky                      | 40 pts                        |                               |
| 10.º                          | Romain Bardet                 | AG2R La Mondiale              | 45 pts                        |                               |

### Clasificación por equipos
| Clasificación por equipos | Clasificación por equipos | Clasificación por equipos | Clasificación por equipos |
| Equipo                    | Equipo                    | Tiempo                    |                           |
| ------------------------- | ------------------------- | ------------------------- | ------------------------- |
| 1.º                       | Astana                    | 247 h 16 min 21 s         |                           |
| 2.º                       | Movistar Team             | + 6 min 16 s              |                           |
| 3.º                       | Sky                       | + 8 min 12 s              |                           |
| 4.º                       | UAE Team Emirates         | + 49 min 02 s             |                           |
| 5.º                       | Lotto NL-Jumbo            | + 1 h 07 min 28 s         |                           |
| 6.º                       | Orica-Scott               | + 1 h 35 min 21 s         |                           |
| 7.º                       | Bahrain-Merida            | + 2 h 02 min 09 s         |                           |
| 8.º                       | Caja Rural-Seguros RGA    | + 2 h 07 min 45 s         |                           |
| 9.º                       | BMC Racing Team           | + 2 h 10 min 38 s         |                           |
| 10.º                      | Quick-Step Floors         | + 2 h 28 min 01 s         |                           |

## Evolución de las clasificaciones
| Etapa                   |                          | Ganador _          | Clasificación general | Puntos          | Montaña         | Combatividad       | Combinada    | Equipo            |
| ----------------------- | ------------------------ | ------------------ | --------------------- | --------------- | --------------- | ------------------ | ------------ | ----------------- |
| 1.ª etapa               | contrarreloj por equipos | BMC Racing Team    | Rohan Dennis          | no otorgado     | Nicolas Roche   | no otorgado        | Daniel Oss   | BMC Racing Team   |
| 2.ª etapa               | etapa llana              | Yves Lampaert      | Yves Lampaert         | Yves Lampaert   | Nicolas Roche   | Markel Irizar      | Daniel Oss   | Quick-Step Floors |
| 3.ª etapa               | etapa de montaña         | Vincenzo Nibali    | Chris Froome          | Vincenzo Nibali | Davide Villella | Alexandre Geniez   | Chris Froome | Orica-Scott       |
| 4.ª etapa               | etapa llana              | Matteo Trentin     | Chris Froome          | Matteo Trentin  | Davide Villella | Diego Rubio        | Chris Froome | Orica-Scott       |
| 5.ª etapa               | etapa de media montaña   | Alexéi Lutsenko    | Chris Froome          | Matteo Trentin  | Davide Villella | Alexéi Lutsenko    | Chris Froome | Astana            |
| 6.ª etapa               | etapa escarpada          | Tomasz Marczynski  | Chris Froome          | Matteo Trentin  | Davide Villella | Enric Mas          | Chris Froome | Astana            |
| 7.ª etapa               | etapa escarpada          | Matej Mohorič      | Chris Froome          | Matteo Trentin  | Davide Villella | Luis Ángel Maté    | Chris Froome | Movistar Team     |
| 8.ª etapa               | etapa de media montaña   | Julian Alaphilippe | Chris Froome          | Matteo Trentin  | Davide Villella | Przemysław Niemiec | Chris Froome | Movistar Team     |
| 9.ª etapa               | etapa de media montaña   | Chris Froome       | Chris Froome          | Chris Froome    | Davide Villella | Marc Soler         | Chris Froome | Movistar Team     |
| 10.ª etapa              | etapa escarpada          | Matteo Trentin     | Chris Froome          | Matteo Trentin  | Davide Villella | Matteo Trentin     | Chris Froome | Movistar Team     |
| 11.ª etapa              | etapa de montaña         | Miguel Ángel López | Chris Froome          | Matteo Trentin  | Davide Villella | Romain Bardet      | Chris Froome | Movistar Team     |
| 12.ª etapa              | etapa escarpada          | Tomasz Marczynski  | Chris Froome          | Matteo Trentin  | Davide Villella | Omar Fraile        | Chris Froome | Movistar Team     |
| 13.ª etapa              | etapa llana              | Matteo Trentin     | Chris Froome          | Matteo Trentin  | Davide Villella | Thomas de Gendt    | Chris Froome | Astana            |
| 14.ª etapa              | etapa de montaña         | Rafał Majka        | Chris Froome          | Matteo Trentin  | Davide Villella | Luis Ángel Maté    | Chris Froome | Astana            |
| 15.ª etapa              | etapa de montaña         | Miguel Ángel López | Chris Froome          | Chris Froome    | Davide Villella | Sander Armée       | Chris Froome | Astana            |
| 16.ª etapa              | contrarreloj individual  | Chris Froome       | Chris Froome          | Chris Froome    | Davide Villella | Chris Froome       | Chris Froome | Astana            |
| 17.ª etapa              | etapa de montaña         | Stefan Denifl      | Chris Froome          | Chris Froome    | Davide Villella | Dani Moreno        | Chris Froome | no otorgado       |
| 18.ª etapa              | etapa escarpada          | Sander Armée       | Chris Froome          | Chris Froome    | Davide Villella | José Joaquín Rojas | Chris Froome | Astana            |
| 19.ª etapa              | etapa escarpada          | Thomas de Gendt    | Chris Froome          | Chris Froome    | Davide Villella | Dani Navarro       | Chris Froome | Astana            |
| 20.ª etapa              | etapa de montaña         | Alberto Contador   | Chris Froome          | Chris Froome    | Davide Villella | Enric Mas          | Chris Froome | Astana            |
| 21.ª etapa              | etapa llana              | Matteo Trentin     | Chris Froome          | Chris Froome    | Davide Villella | no otorgado        | Chris Froome | Astana            |
| Clasificaciones finales | Clasificaciones finales  |                    | Chris Froome          | Chris Froome    | Davide Villella | Alberto Contador   | Chris Froome | Astana            |

## Ciclistas participantes y posiciones finales
Convenciones:
- AB-N: Abandono en la etapa N
- FLT-N: Retiro por llegada fuera del límite de tiempo en la etapa N
- NTS-N: No tomó la salida para la etapa N
- DES-N: Descalificado o expulsado en la etapa N

## UCI World Ranking
La Vuelta a España otorga puntos para el UCI WorldTour 2017 y el UCI World Ranking, este último para corredores de los equipos en las categorías UCI ProTeam, Profesional Continental y Equipos Continentales. La siguiente tabla contiene el baremo de puntuación y los corredores que obtuvieron puntos:
| Posición              | 1.ª | 2.ª | 3.ª | 4.ª | 5.ª | 6.ª | 7.ª | 8.ª | 9.ª | 10.ª |
| Clasificación general | 850 | 680 | 575 | 460 | 380 | 320 | 260 | 220 | 180 | 140  |
| Por etapa             | 100 | 40  | 20  | 12  | 4   |     |     |     |     |      |
| Líder                 | 20  |     |     |     |     |     |     |     |     |      |

| Clasificación | Clasificación      | Clasificación     | Clasificación | Clasificación | Clasificación | Clasificación |
| Posición      | Ciclista           | Equipo            | General       | Etapa         | Líder         | Total         |
| ------------- | ------------------ | ----------------- | ------------- | ------------- | ------------- | ------------- |
| 1.º           | Chris Froome       | Sky               | 850           | 298           | 360           | 1508          |
| 2.º           | Vincenzo Nibali    | Bahrain Merida    | 680           | 172           | -             | 852           |
| 3.º           | Ilnur Zakarin      | Katusha-Alpecin   | 575           | 76            | -             | 651           |
| 4.º           | Wilco Kelderman    | Sunweb            | 460           | 87            | -             | 547           |
| 5.º           | Alberto Contador   | Trek-Segafredo    | 380           | 144           | -             | 524           |
| 6.º           | Miguel Ángel López | Astana            | 220           | 260           | -             | 480           |
| 7.º           | Matteo Trentin     | Quick-Step Floors | -             | 445           | -             | 445           |
| 8.º           | Wout Poels         | Sky               | 320           | 42            | -             | 362           |
| 9.º           | Michael Woods      | Cannondale-Drapac | 260           | 20            | -             | 280           |
| 10.º          | Tomasz Marczynski  | Lotto Soudal      | 12            | 200           | -             | 212           |

## Premios económicos
Los premios económicos son los siguientes:

### Sección 1ª. Premios en etapas y clasificación general individual
| Etapa           | Etapa   | General             | General  |
| Posición        | Premio  | Posición            | Premio   |
| --------------- | ------- | ------------------- | -------- |
| 1.º             | 11 000€ | 1.º                 | 150 000€ |
| 2.º             | 5500€   | 2.º                 | 57 000€  |
| 3.º             | 2700€   | 3.º                 | 30 000€  |
| 4.º             | 1500€   | 4.º                 | 15 000€  |
| 5.º             | 1100€   | 5.º                 | 12 500€  |
| 6.º             | 900€    | 6.º                 | 9000€    |
| 7.º             | 900€    | 7.º                 | 9000€    |
| 8.º             | 650€    | 8.º                 | 6000€    |
| 9.º             | 650€    | 9.º                 | 6000€    |
| 10.º al 20.º    | 360€    | 10.º al 20º         | 3800€    |
| Total por etapa | 28 860€ | Total general final | 336 300€ |

### Sección 2ª. Premios especiales
| General por equipos | General por equipos |
| Posición            | Premio              |
| ------------------- | ------------------- |
| 1.º                 | 12 500€             |
| 2.º                 | 7500€               |
| 3.º                 | 5500€               |
| 4.º                 | 4300€               |
| 5.º                 | 3200€               |
| 6.º                 | 2200€               |
| 7.º                 | 1100€               |
| 8.º                 | 1100€               |
| Total               | 37 300€             |

| Clasificación general por puntos | Clasificación general por puntos | General combinada | General combinada | Equipos por etapa | Equipos por etapa | Sprints intermedios | Sprints intermedios |
| Posición                         | Premio                           | Posición          | Premio            | Posición          | Premio            | Posición            | Premio              |
| -------------------------------- | -------------------------------- | ----------------- | ----------------- | ----------------- | ----------------- | ------------------- | ------------------- |
| 1.º                              | 11 000€                          | 1.º               | 11 000€           | 1.º               | 400€              | 1.º                 | 550€                |
| 2.º                              | 5000€                            | 2.º               | 5000€             | 2.º               | 200€              | 2.º                 | 180€                |
| 3.º                              | 2000€                            | 3.º               | 2000€             | 3.º               | 100€              | 3.º                 | 95€                 |
| Total                            | 18 000€                          | Total             | 18 000€           | Total             | 14 700€           | Total               | 15 675€             |

| Combatividad                   | Combatividad                   | Combatividad               | Combatividad               |
| Dorsal más combativo por etapa | Dorsal más combativo por etapa | Dorsal más combativo final | Dorsal más combativo final |
| Posición                       | Premio                         | Posición                   | Premio                     |
| ------------------------------ | ------------------------------ | -------------------------- | -------------------------- |
| 1.º                            | 200€                           | 1.º                        | 3000€                      |
| Total                          | 4000€                          | Total                      | 3000€                      |

| Premio al mejor joven | Premio al mejor joven |
| Posición              | Premio                |
| --------------------- | --------------------- |
| 1.º                   | 150€                  |
| Total                 | 3150€                 |

### Premios de montaña
| General premio de la montaña | General premio de la montaña |
| Posición                     | Premio                       |
| ---------------------------- | ---------------------------- |
| 1.º                          | 13 000€                      |
| 2.º                          | 6600€                        |
| 3.º                          | 3500€                        |
| Total                        | 23 100€                      |

| Cima Alberto Fernández | Cima Alberto Fernández | Puertos de categoría especial | Puertos de categoría especial | Puertos de primera categoría | Puertos de primera categoría | Puertos de segunda categoría | Puertos de segunda categoría | Puertos de tercera categoría | Puertos de tercera categoría |
| Posición               | Premio                 | Posición                      | Premio                        | Posición                     | Premio                       | Posición                     | Premio                       | Posición                     | Premio                       |
| ---------------------- | ---------------------- | ----------------------------- | ----------------------------- | ---------------------------- | ---------------------------- | ---------------------------- | ---------------------------- | ---------------------------- | ---------------------------- |
| 1.º                    | 1000€                  | 1.º                           | 920€                          | 1.º                          | 460€                         | 1.º                          | 230€                         | 1.º                          | 115€                         |
| 2.º                    | 520€                   | 2.º                           | 615€                          | 2.º                          | 310€                         | 2.º                          | 155€                         | 2.º                          | 80€                          |
| Total                  | 1520€                  | Total                         | 4605€                         | Total                        | 10 780€                      | Total                        | 3850€                        | Total                        | 4290€                        |

### Resúmenes
| Rentas de líderes  | Rentas de líderes  | Rentas de líderes | Rentas de líderes | Rentas de líderes      |
| General individual | General por puntos | General montaña   | General combinada | Total                  |
| ------------------ | ------------------ | ----------------- | ----------------- | ---------------------- |
| 500€               | 100€               | 100€              | 70€               | Total diario = 770€    |
| 10 500€            | 2000€              | 2000€             | 1400€             | Total global = 15.900€ |

| Resumen de premios                             | Resumen de premios |
| Clasificación                                  | Premio             |
| ---------------------------------------------- | ------------------ |
| Clasificación individual de las etapas         | 606.060€           |
| Clasificación general individual               | 336.300€           |
| Clasificación general por equipos              | 37.300€            |
| Clasificación general por puntos               | 18.000€            |
| Clasificación general de la combinada          | 18.000€            |
| Equipos por etapa                              | 14 700€            |
| Sprints intermedios                            | 15 675€            |
| Combatividad diaria                            | 4000€              |
| Combatividad final                             | 3000€              |
| Clasificación general del premio de la montaña | 23 100€            |
| Cima Alberto Fernández                         | 1520€              |
| Puertos de montaña                             | 23 525€            |
| Renta diaria de líderes                        | 15 900€            |
| Premio corredor más joven                      | 3150€              |
| Total                                          | 1 120 230€         |

## Imágenes

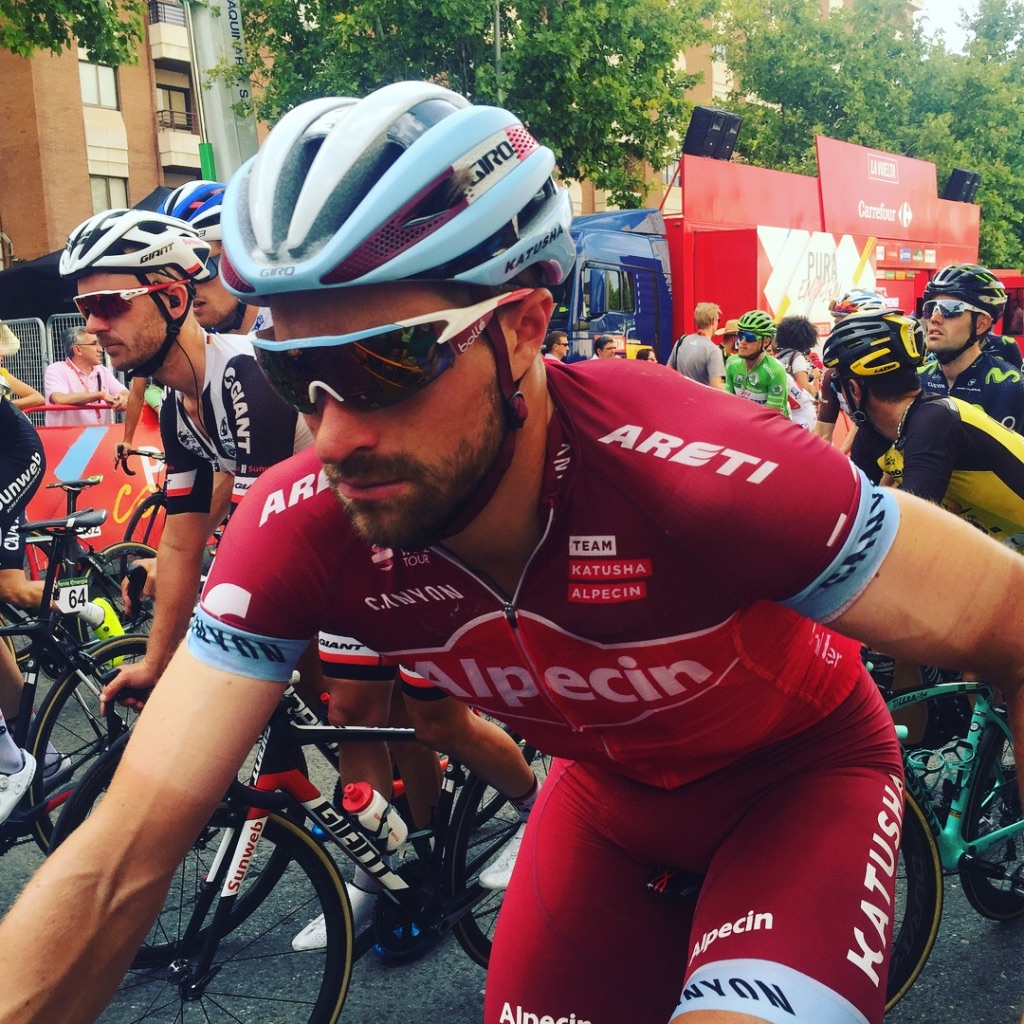
Competidores Vuelta España
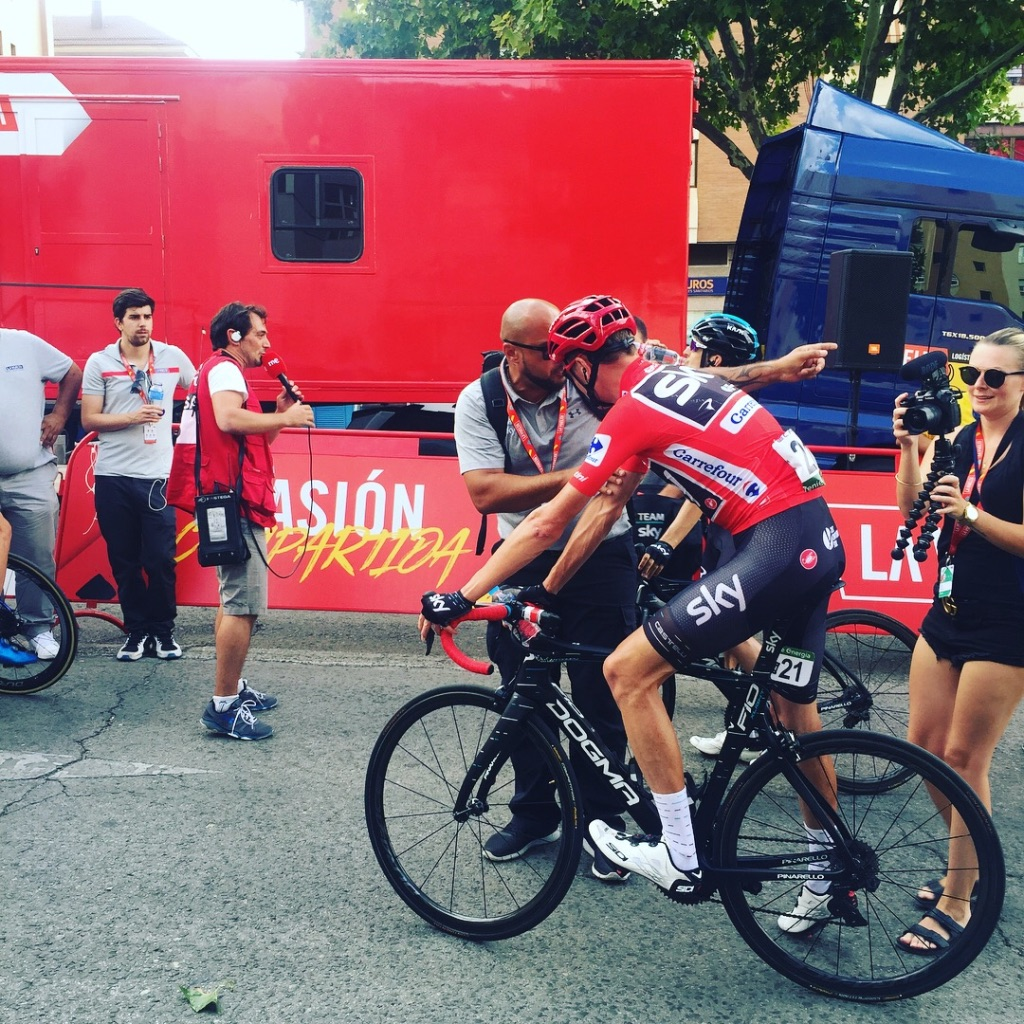
Chris Froome - Vuelta España 2017
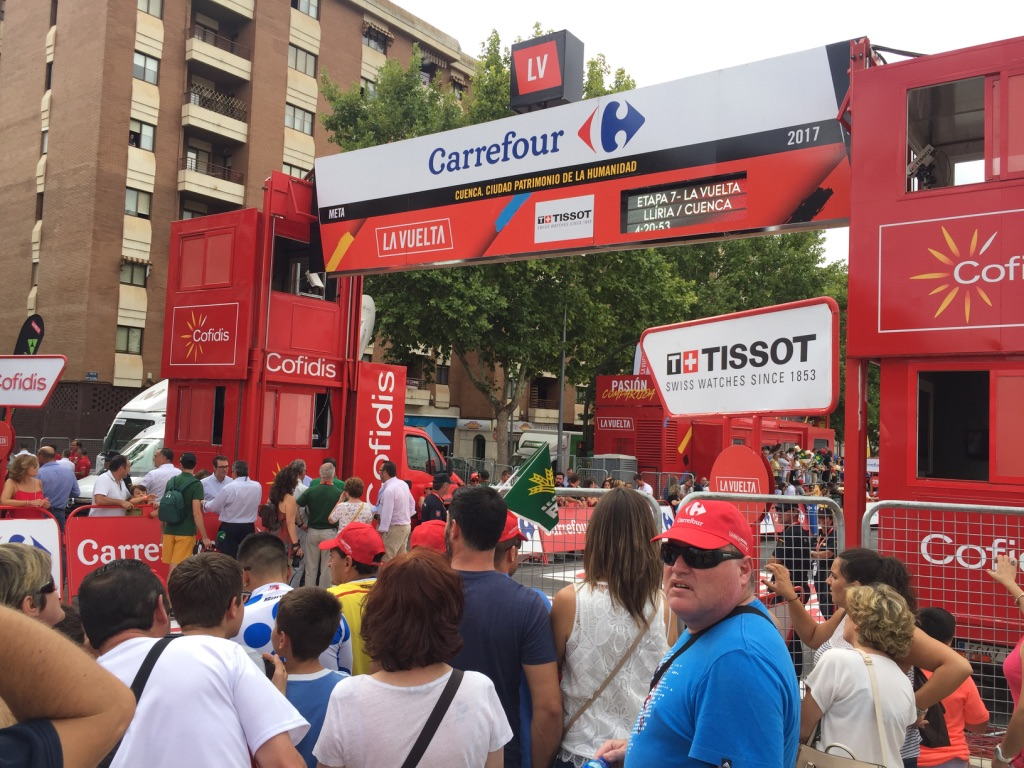
Etapa 7 - Vuelta España 2017
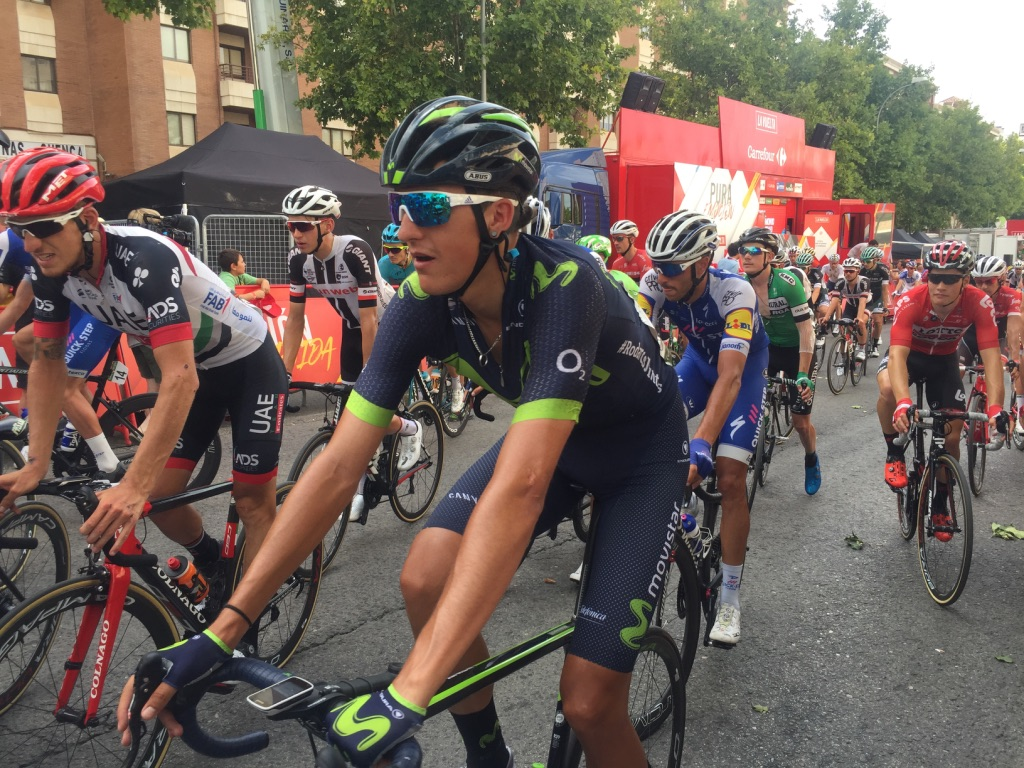
Ciclistas vuelta españa 2017
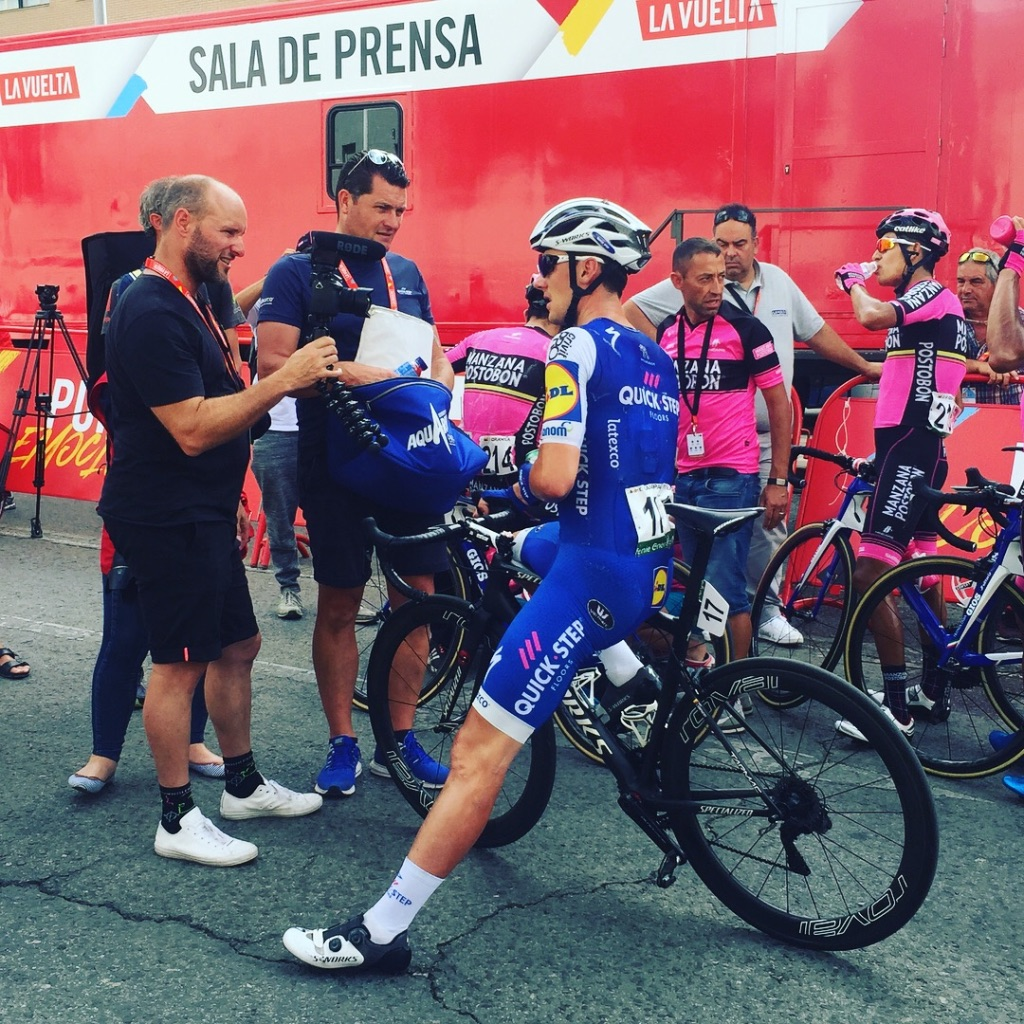
Sala de Prensa vuelta España 2017
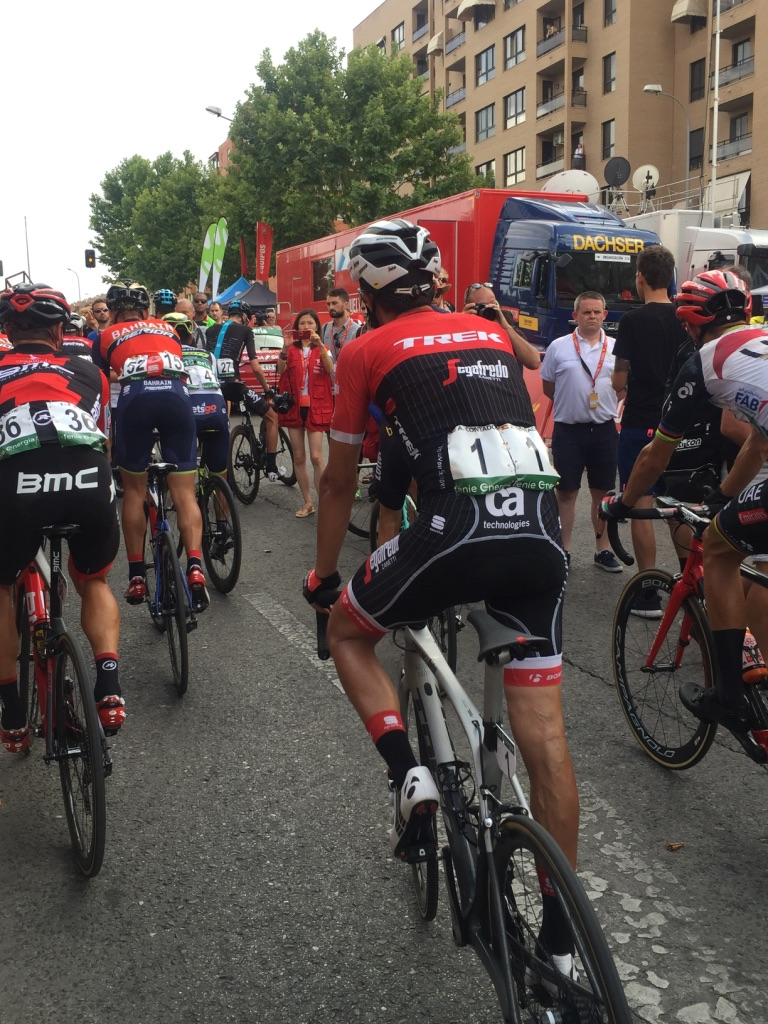
Alberto Contador - Etapa 7 - Llíria / Cuenca. Ciudad

- Datos: Q26878348
- Multimedia: Vuelta a España 2017 / Q26878348